# Melipona subnitida
Melipona subnitida är en biart som beskrevs av Adolpho Ducke 1911. Melipona subnitida ingår i släktet Melipona och familjen långtungebin. Inga underarter finns listade i Catalogue of Life.